# Слободно скијање
Freestyle скијање или скијање слободним стилом, скуп је слободних стилова „екстремно“ оријентисаних на скокове, вожњу по разним препрекама итд. 
Циљ freestyle скијаша (најчешће) није брзина, него визуелни утисак, квалитет извођења, разноликост изведених „трикова“ и њихова повезаност и интеграција свих сегмената. 

## Историјат
Међународна скијашка федерација (ФИС) уврстила је freestyle као спорт 1979. године и донела нова правила која су се односила на доказивање спортиста, као и на технику скокова са циљем решавања опасних елемената такмичења. 
Прво такмичење у Светском купу одржано је 1980. године, а прво Светско првенство одржало се 1986. године у Тињу (Tignues), у Француској. 
Freestyle скијање је експериментално приказано на Зимским олимпијским играма 1988. у Калгарију (Calgary) у Канади, а четири године касније 1992. усвојено је у Албертвилу (Albertville) у Француској, док је такмичење у скоковима (aerials) додато на играма у Лилехамеру (Lillehammer) 1994. године.

## Дисциплине
Постоје три дисциплине freestyle скијања: 
- moguls
- aerials
- ski cross

Дисциплина moguls је тип скијања где терен карактерише велики број испупчења тј.могула. Скијаши морају да изводе што атрактивнији скок, прелазећи преко ових препрека.
Дисциплина aerials обухвата скокове, скакаонице од два до четири метра који скијаша могу уздићи и до 20 метара висине и тако му омогућити да изводи трикове у лету.
Дисциплина ski cross је тип скијања где више скијаша истовремено креће са циља и утркују се на брдовитој стази са разноразним препрекама (мањи и већи скокови, овалне кривине, таласасти терен и други freestyle скијашки елементи).